# Shahla Lahiji
Shahla Lahiji (Teheran, 24 aprile 1942 – Teheran, 8 gennaio 2024) è stata una scrittrice, editrice e traduttrice iraniana e attivista per i diritti delle donne iraniana. Fu inoltre direttrice di Roshangaran, una casa editrice impegnata in tematiche femminili.

## Biografia
Shahla Lahiji (in persiano شهلا لاهیجی‎) conseguì una laurea in sociologia presso la Open University di Londra e nel 1983 fondò la casa editrice Roshangaran, diventando così la prima editrice donna in Iran. Nel 2006 la Roshangaran pubblicò più di 200 articoli redatti da scrittrici o riguardanti diverse questioni femminili. Nel 2001 la casa editrice ricevette il premio PEN International negli Stati Uniti e il premio Pandora nel Regno Unito.
Lahiji fu una dei diciannove scrittori e intellettuali accusati penalmente per aver partecipato ad una conferenza accademica e culturale finanziata dalla Fondazione Heinrich Böll a Berlino, tenutasi dal 7 al 9 aprile 2000, durante la quale furono dibattute in pubblico le riforme politiche e sociali dell'Iran. Prima di essere rilasciata su cauzione nel giugno 2000, fu trattenuta nella prigione di Evin, dove per diversi mesi gli interrogatori si svolsero senza la presenza di avvocati. Sei dei diciannove intellettuali accusati per aver partecipato alla conferenza di Berlino furono assolti e undici condannati a pene detentive, la cui durata variava dai quattro ai quattordici anni. Tuttavia molti di loro, come il noto ecclesiastico e scrittore Hasan Yousefi Eshkevari, vennero successivamente rilasciati. A seguito della conferenza, Shahla Lahiji fu condannata a tre anni e sei mesi di carcere per aver ostacolato la sicurezza nazionale e ad altri sei mesi per aver trasmesso informazioni contro la Repubblica islamica esponendo i pericoli che devono affrontare gli scrittori iraniani. La condanna fu infine ridotta a sei mesi.
Morì all'ospedale di Teheran l'8 gennaio 2024 all'età di 81 anni.

## Libri
- The Quest for Identity : The Image of Iranian Women in Prehistory and History, scritto in collaborazione con Mehrangiz Kar, 1992
- Iran Awakening: One Woman's Journey to Reclaim Her Life and Country, scritto in collaborazione con Azadeh Moaveni, 2007
- Quello che mi spetta di Parinoush Saniee, ( coautrice), 2010 (pubblicato per la prima volta nel 2002)[8] ISBN 978-8-811-66599-1
- Lahiji, Shahla  Scarecrow Press, Inc 2013. ISBN 978-0-8108-7086-4

## Onori e premi
- 2001: PEN/Barbara Goldsmith Freedom to Write Award[6]
- 2006: IPA Publishers' Freedom Prize

21 settembre 2006, Ginevra (Svizzera) e Göteborg (Svezia): durante la cerimonia di apertura della Fiera del libro di Göteborg all'editrice iraniana Shahla Lahiji verrà consegnato il premio IPA Publishers' Freedom Prize, al fine di onorare la sua straordinaria promozione e difesa della libertà di espressione, come anche la sua libertà di stampa in Iran e nel mondo. Tra i validi candidati nominati dai membri dell'International Publishers' Association (IPA), da editori indipendenti e da organizzazioni per i diritti umani, il consiglio di amministrazione dell'IPA sceglie come vincitrice Shahla Lahiji.